# Andrena subapasta
Andrena subapasta là một loài Hymenoptera trong họ Andrenidae. Loài này được Thorp mô tả khoa học năm 1969.